# Tolowata
Tolowata is een bestuurslaag in het regentschap Bima van de provincie West-Nusa Tenggara, Indonesië. Tolowata telt 2669 inwoners (volkstelling 2010).